# Comuna de Tuchów
Tuchów (polaco: Gmina Tuchów) é uma gminy (comuna) na Polónia, na voivodia de Pequena Polónia e no condado de Tarnowski. A sede do condado é a cidade de Tuchów.
De acordo com os censos de 2004, a comuna tem 17 608 habitantes, com uma densidade 175,8 hab/km².

## Área
Estende-se por uma área de 100,14 km², incluindo:
- área agricola: 65%
- área florestal: 23%

## Demografia
Dados de 30 de Junho 2004:
|                      | Total   | Total | Mulheres | Mulheres | Homens  | Homens |
| -------------------- | ------- | ----- | -------- | -------- | ------- | ------ |
|                      | pessoas | %     | pessoas  | %        | pessoas | %      |
| População            | 17 608  | 100   | 8887     | 50,5     | 8721    | 49,5   |
| Densidade (pop./km²) | 175,8   | 100   | 88,7     | 88,7     | 87,1    | 87,1   |

De acordo com dados de 2002, o rendimento médio per capita ascendia a 1226,06 zł.

## Subdivisões
- Buchcice, Burzyn, Dąbrówka Tuchowska, Jodłówka Tuchowska, Karwodrza, Lubaszowa, Łowczów, Meszna Opacka, Piotrkowice, Siedliska, Siedliska-Kozłówek, Trzemeszna, Zabłędza.

## Comunas vizinhas
- Gromnik, Pleśna, Ryglice, Rzepiennik Strzyżewski, Skrzyszów, Szerzyny, Tarnów